# Nodi lymphoidei iliaci communes

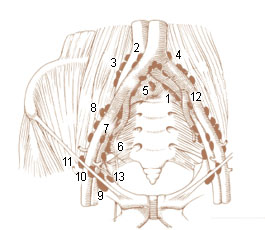
Schema der Lymphknoten an der Aortenaufzeigung mit Nll. iliaci communes mediales (1), Nll. iliaci communes intermedii (2), Nll. iliaci communes laterales (3), Nll. iliaci communes subaortici (4) und Nll. iliaci communes promontorii (5)

Als Nodi lymphoidei iliaci communes (Syn. Nodi lymphatici iliaci communes, „gemeinsame Darmbeinlymphknoten“) bezeichnet man eine Gruppe von Lymphknoten, die an der Arteria iliaca communis beider Körperseiten liegen. Nach der Lage können sie weiter in die medial dieses Gefäßes gelegenen Nodi lymphoidei iliaci communes mediales, die vor diesem Gefäß gelegenen Nodi lymphoidei iliaci communes intermedii, die seitlich gelegenen Nodi lymphoidei iliaci communes laterales, die kaudal der Aortenaufzweigung gelegenen Nodi lymphoidei iliaci communes subaortici und die vor dem Promontorium des Kreuzbeins gelegenen Nodi lymphoidei iliaci communes promontorii gegliedert werden. Die gemeinsamen Darmbeinlymphknoten erhalten größtenteils Durchflusslymphe, also Lymphe aus vorgeschalteten Lymphknoten wie den Nodi lymphoidei iliaci externi, Nodi lymphoidei iliaci interni und den Nodi lymphoidei anorectales, lediglich vom Harnleiter gibt es direkte Zuflüsse. Der Abfluss erfolgt über die Lendenlymphknoten (Nodi lymphoidei lumbales).
In der Tieranatomie werden die gemeinsamen und äußeren Darmbeinlymphknoten als Lymphonodi iliaci mediales dem Lymphocentrum iliosacrale zugeordnet.